# WWE Bragging Rights
 Der er for få eller ingen kildehenvisninger i denne artikel, hvilket er et problem. Du kan hjælpe ved at angive troværdige kilder til de påstande, som fremføres i artiklen.

Bragging Rights er et pay-per-view-show inden for wrestling produceret af World Wrestling Entertainment (WWE). Det er ét af organisationens månedlige shows og blev afholdt første gang i oktober 2009. Dermed overtog det rollen fra WWE's Cyber Sunday som oktober måneds pay-per-view-show, idet Cyber Sunday havde været afholdt hvert år i oktober i perioden fra 2006 til 2008.
Showets koncept går ud på, at der bliver sat kampe op mellem WWE's to brands – RAW og SmackDown. I 2009 bestod disse kamp af en kamp mellem indehaveren af WWE United States Championship (The Miz fra SmackDown) og indehaveren af WWE Intercontinental Championship (John Morrison fra RAW) og to holdkampe, hvor hhv. kvindelige og mandlige wrestlere fra de to brands wrestlede mod hinanden. I 2009 vandt SmackDown et specielt Bragging Rights-trofæ for en sejr på 2-1 over RAW. I 2010 gentog Smackdown succesen og besejrede igen RAW. 
Bragging Rights blev ikke afviklet i 2011, men det vender tilbage som månedligt pay-per-view-show i juni 2012. 

## Resultater

### 2009
Bragging Rights 2009 fandt sted d. 25. oktober 2009 fra Mellon Arena i Pittsburgh, Pennsylvania.
- The Miz besejrede John Morrison
- SmackDown Divas (Michelle McCool, Beth Phoenix og Natalya) besejrede Raw Divas (Melina, Kelly Kelly og Gail Kim)
- WWE World Heavyweight Championship: The Undertaker besejrede CM Punk, Rey Mysterio og Batista i en fatal four-way match
- Team SmackDown (Chris Jericho, Kane, R-Truth, Matt Hardy, Finlay og The Hart Dynasty (Tyson Kidd og David Hart Smith)) besejrede Team Raw (D-Generation X (Triple H og Shawn Michaels), Big Show, Cody Rhodes, Jack Swagger, Kofi Kingston og Mark Henry)
  - SmackDown besejrede dermed RAW med 2-1.
- WWE Championship: John Cena besejrede Randy Orton i en Iron Man match
  - John Cena vandt dermed sin 7. VM-titel.

### 2010
Bragging Rights 2010 fandt sted d. 24. oktober 2010 fra Target Center i Minneapolis, Minnesota.
- Daniel Bryan besejrede Dolph Ziggler (med Vickie Guerrero)
  - Dette var en kamp mellem indehaveren af WWE United States Championship (fra RAW) og indehaveren af WWE Intercontinental Championship (fra SmackDown). Ingen af titlerne var dog på spil i kampen.
- WWE Tag Team Championship: Nexus (David Otunga og John Cena) besejrede Cody Rhodes og Drew McIntyre
  - Cena og Otunga vandt dermed VM-bælterne.
- Ted DiBiase (med Maryse) besejrede Goldust (med Aksana)
- WWE Divas Championship: Layla (med Michelle McCool) besejrede Natalya
- WWE World Heavyweight Championship: Kane (med Paul Bearer) besejrede The Undertaker i en buried alive match
- Team SmackDown (Big Show (kaptajn), Rey Mysterio, Jack Swagger, Alberto Del Rio, Edge, Tyler Reks og Kofi Kingston) (med Hornswoggle (maskot)) besejrede Team RAW (The Miz (kaptajn), R-Truth, John Morrison, Santino Marella, Sheamus, CM Punk og Ezekiel Jackson) (med Alex Riley) i en 14-man Interpromotional Elimination Tag Team match
- WWE Championship: Wade Barrett (med John Cena) besejrede Randy Orton via diskvalifikation
  - Randy Orton forsvarede sin VM-titel trods nederlaget.